# 알웨흐다 FC
알웨흐다(아랍어: نادي الوحدة)는 사우디아라비아에 위치한 메카를 연고로 하는 축구팀이다. 이 팀은 1945년에 창단하였다.

## 선수 명단

### 현역
참고: FIFA 자격 규정에 따라 소속된 국가대표팀 국기를 표시합니다. 선수는 복수의 FIFA 비회원국 국적을 가지고 있을 수 있습니다.
| 번호 | 포지션 | 국적       | 이름          |
| ---- | ------ | ---------- | ------------- |
| 1    | GK     |            | 오스카 프랑크 |
| 9    | FW     | 나이지리아 | 오디온 이갈로 |
| 18   | MF     | 튀니지     | 사드 브기르   |

| 번호 | 포지션 | 국적 | 이름 |
| ---- | ------ | ---- | ---- |

## 역대 감독
| 감독            | 임기        |
| --------------- | ----------- |
| 에우리쿠 고메스 | 2009 ~ 2010 |
| 미도            | 2018 ~ 2019 |
| 요제프 진바우어 | 2024 ~      |